# Автомагістраль М1 (Північна Ірландія)
Автомагістраль M1 — автомагістраль у Північній Ірландії. Це найдовша автомагістраль у Північній Ірландії, її протяжність становить 62 км від Белфаста до Данганнона через графства Антрім, Даун, Арма та Тайрон. Вона є частиною маршруту через A1 у Північній Ірландії (N1/M1 у Республіці Ірландія) між Белфастом і Дубліном, а також є частиною непідписаних європейських маршрутів E01 та E18.

## Маршрут

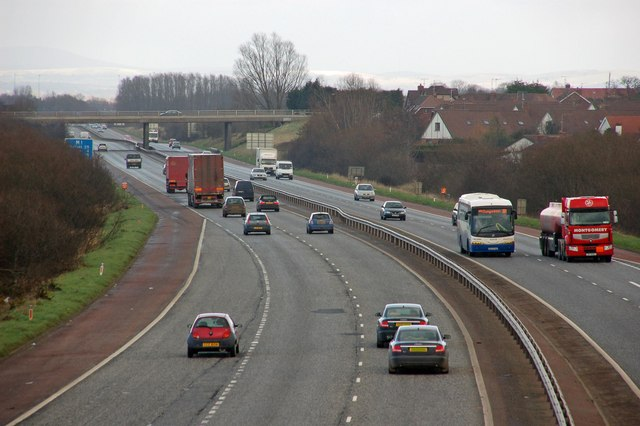
M1-M12, біля Портадауна

Дорога починається на кільцевій розв'язці Бродвею на захід від Віндзорського парку і йде паралельно річці Блекстафф. Рухаючись на південь як подвійна трисмугова автомагістраль, вона проходить на схід від Кейсмент Парку. Проходячи через Данмуррі та Балліскі, він прибуває на південь від Лісберна. Рух до Дубліна зупиняється на перехрестях 7 і 8, коли автомагістраль виїжджає на сільську місцевість. Потім, прямуючи на захід повз Агнатріск він проходить паралельно залізничній лінії Белфаст-Дублін, а потім перетинає її, а потім тече річка Лаган до Мойри. Продовжуючи рух на захід, він проходить між Кіллагі та Туллідаган і на північ від Лургана та Турмойри, через річку Паунд, на південь від Лох-Неа, перед її перехрестям з M12 у Крейгавоні. Перетинаючи річку Банн, він потрапляє у відносно незаселену територію. Він проходить на південь від Дерриад Лох і проходить петлею навколо природного заповідника Аннагарриф перед тим, як перетнути річку Блеквотер, огинаючи на північ Тамнамор і Лагі Корнер перед тим, як закінчитися в Дунганноні на A4.

## Історія
Лінія M1 у Белфасті була запланована як дорога з 1946 року як "Southern Approach Road", хоча були деякі розбіжності щодо маршруту. Окружні планувальники в Арма також працювали над планами реконструкції тодішньої магістральної дороги T3, яка страждала від поганого вирівнювання, обмежених обмежень швидкості та була невдалою, деякі роботи над якими проводилися між 1955 і 1957 роками. До 1958 року ці два плани були оновлені до планів M1. Будівництво першого мосту, а згодом і першої ділянки автомагістралі почалося в 1957 році. У 1964 році уряд Північної Ірландії оголосив про плани великого маршруту автомагістралей, які передбачали, що М1 тепер планується пройти до Данганнона. M1 — єдина автомагістраль у Північній Ірландії, завершена на повну заплановану протяжність 
Дорога була побудована поетапно між 1962 і 1968 роками: До відкриття транспортний відділ RUC провів рекламну кампанію, щоб навчити водіїв їздити на автомагістралі. Наприкінці 1965 року міністр транспорту Великобританії Том Фрейзер і його наступниця Барбара Касл запровадили ковдру 70 миль/год (113 км/год) обмеження швидкості на автомагістралях у Великій Британії, але нещодавно побудована траса M1 у Північній Ірландії залишалася вільною від повного обмеження швидкості протягом кількох років.
- Розв'язки з 1 по 6 були відкриті 10 липня 1962 року

Автомагістраль пролягає за маршрутом колишнього Лаганського каналу між розв’язками 2 і 6. Першим користувачем дороги був мотоцикліст Роберт Макфол з Белфаста. Згодом ділянку між розв’язками 1 і 3 розширили до трьох смуг у кожному напрямку.
- Розв'язки з 6 по 7 були відкриті 15 грудня 1963 року
- Розв'язки з 7 по 9 були відкриті 6 грудня 1965 року
- Перехрестя з 9 по 10 було відкрито 28 лютого 1966 року
- Розв'язки з 10 на 11 були відкриті 27 листопада 1967 року
- Розв'язки 11-12 були відкриті 29 січня 1968 року
- Розв'язки 12-13 були відкриті 1 грудня 1964 року
- Розв'язки з 13 по 15 були відкриті 23 грудня 1967 року

## Майбутні вдосконалення
У 2006 році уряд оголосив про плани будівництва естакади вартістю 45 мільйонів фунтів стерлінгів безпосередньо до та з автомагістралей A1 і M1 на схід. Спочатку передбачалося, що будівництво триватиме між 2010 і 2015 роками. Станом на червень 2016 року схема не має прогнозованої дати завершення. Уряд також планує додати з’їзди на захід на розв’язці 3. Розв’язка 3 була відкрита в 1988 році, лише з’їзди на схід. Будівництво на західній стороні з’їздів залежить від майбутніх бюджетних розрахунків.